# Coupe d'Arménie de football 2021-2022
Navigation
Coupe d'Arménie 2020-2021 Coupe d'Arménie 2022-2023
La Coupe d'Arménie 2021-2022 est la 31e édition de la Coupe d'Arménie depuis l'indépendance du pays. Elle prend place entre le 15 septembre 2021 et le mois de mai 2022.
Un total de 12 équipes participe à la compétition, cela inclut les dix clubs de la première division 2021-2022 auxquels s'ajoutent deux équipes du deuxième échelon.
Cette édition est remportée par le Noravank SC, qui s'impose face à l'Urartu Erevan en finale pour s'adjuger son premier titre dans la compétition. Il se qualifie ainsi pour le deuxième tour de qualification de la Ligue Europa Conférence 2022-2023.

## Premier tour
Les rencontres de ce tour sont jouées entre le 15 et le 17 septembre 2021.
| Date              | Locaux                | Score                | Visiteurs              |
| ----------------- | --------------------- | -------------------- | ---------------------- |
| 15 septembre 2021 | Shirak FC (D2)        | 0 - 1                | (D1) Noravank SC       |
| 16 septembre 2021 | Lernayin Artsakh (D2) | 1 - 2                | (D1) FC Ararat-Armenia |
| 17 septembre 2021 | FC Van (D1)           | 2 - 2 ap (3 - 1 tab) | (D1) Sevan FC (en)     |
| 17 septembre 2021 | BKMA Erevan (en) (D1) | 1 - 2                | (D1) Pyunik Erevan     |

## Quarts de finale
Les rencontres de ce tour sont jouées entre le 21 et le 25 novembre 2021.
| Date             | Locaux             | Score                 | Visiteurs              |
| ---------------- | ------------------ | --------------------- | ---------------------- |
| 21 novembre 2021 | Urartu Erevan (D1) | 2 - 0                 | (D1) Alashkert FC      |
| 23 novembre 2021 | Pyunik Erevan (D1) | 1 - 1 ap (2 - '4 tab) | (D1) FC Van            |
| 24 novembre 2021 | Noravank SC (D1)   | 2 - 1                 | (D1) FC Ararat-Armenia |
| 25 novembre 2021 | Ararat Erevan (D1) | 1 - 0                 | (D1) FC Noah           |

## Demi-finales
Les rencontres de ce tour sont jouées les 2 et 3 avril 2022.
| Date         | Locaux             | Score | Visiteurs        |
| ------------ | ------------------ | ----- | ---------------- |
| 2 avril 2022 | Ararat Erevan (D1) | 1 - 2 | (D1) Noravank SC |
| 3 avril 2022 | Urartu Erevan (D1) | 3 - 0 | (D1) FC Van      |

## Finale
| Entraîneur :   |
| Vahe Gevorgyan |

| Entraîneur :      |
| Robert Arzumanyan |

| Entraîneur :   |
| Vahe Gevorgyan |

| Entraîneur :      |
| Robert Arzumanyan |